# Oliver Sequenz
Oliver Sequenz (* 27. November 1981 in Groß-Gerau) ist ein deutscher Journalist und Fernsehmoderator.

## Leben und Wirken
Oliver Sequenz studierte Sportwissenschaft mit Schwerpunkt Medien und Kommunikation an der Deutschen Sporthochschule Köln. In dieser Zeit arbeitete er zudem für die TV-Produktionsfirma EiermannTV in Köln. Nach Abschluss des Studiums absolvierte er die RTL-Journalistenschule und war während dieser Zeit unter anderem für die RTL-Korrespondenz in New York und das ARD-Morgenmagazin tätig.
2011 arbeitete er erst für ServusTV in Österreich, bevor er zu Sky wechselte, wo er als Moderator und Reporter für Sky Sport News HD bis 2016 tätig war.
Seit August 2017 moderiert er das RTL-Regionalprogramm RON TV, das in Baden-Württemberg und Rheinland-Pfalz liegenden Teilen der Metropolregion Rhein-Neckar terrestrisch und im Kabelnetz ausgestrahlt wird.
Für den Sportsender Eurosport moderierte er die Live-Übertragung der Olympischen Winterspiele 2018, der Olympischen Sommerspiele 2020 sowie der Olympischen Winterspiele 2022.  